# الحب وحده لا يكفي (فلم)
الحب وحده لا يكفي هو فيلم مصري، من تأليف أحمد فريد وإخراج علي عبد الخالق، وبطولة كل من نور الشريف وميرفت أمين وناهد شريف وعادل أدهم وسعيد صالح ووحيد سيف، وهو من إنتاج عام 1980.

## القصة
يعاني مدحت (نور الشريف) وعبير (ميرفت أمين) ماديًا، ويعطل خطتهما للزواج بعد التخرج من الجامعة لعدم استطاعتهما الالتحاق بوظائف مناسبة، وتقابل عبير زميلتها الأرملة الثرية سهير ( ناهد شريف ) التي تتوسط لها هي وخطيبها مدحت عند صديقها فريد الكيلاني ( عادل أدهم ) ليعينهما في شركاته بما يناسب مؤهلاتهما وبمرتبات جيدة، وتنجح سهير في إيقاع مدحت في شباكها مما يثير غضب عبير فتوافق على خطبتها لفريد .

## الممثلون
- نور الشريف
- ميرفت أمين
- ناهد شريف
- عادل أدهم
- سعيد صالح
- عقيلة راتب
- وحيد سيف
- مختار السيد
- مروة الخطيب
- حسان اليماني (حسان فضل)
- أمل إبراهيم
- حسين الحلواني
- رأفت راجي
- صالح الإسكندراني
- محمد الرملي
- مطاوع عويس
- أحمد العضل
- ريمون
- حسين الشريف
- حسين عرعر
- مصطفى كمال
- فايزة عبد الجواد
- حسن مصطفى علي
- هيام عبد اللطيف

## وصلات خارجية
- مقالات تستعمل روابط فنية بلا صلة مع ويكي بيانات